# イゴール・パナリン
イゴール・ニコラエヴィッチ・パナリン (ロシア語: И́горь Никола́евич Пана́рин, ロシア語発音: [ˈiɡərʲ nʲɪkɐˈlaɪvʲɪtɕ pɐˈnarʲɪn]; 1958年10月30日生まれ) はロシアの教授で政治学者。 
彼は15の自著と多数の情報戦・心理学・地政学の論文を著している。彼はよくロシアや外国のメディア（ウォール・ストリート・ジャーナル、フィナンシャル・タイムズ、CNN、 BBC、 Sky News) のインタビューを受け、ロシア政治、米国との関係の進展などについて意見を述べている。また週に一回、自身のラジオ番組も持っている。
彼はロシアや外国の選挙キャンペーンを率い、彼の学生は議会での代理人、地域のリーダー、クレムリンの職員、外務省のスポークスマンに含まれている。

## 経歴
パナリンはオリョールのKGBの情報通信高等軍事士官学校（現在の連邦保安庁アカデミー）と、レーニン軍事政治学アカデミーの心理学科を金メダルとともに卒業した。1993年に彼は「改革の状況における公務員の心理学的要因」と言う博士論文を提出し、 彼の政治学の博士号は1997年にロシアの学会の審査を「ロシアの国家安全保障の情報心理学的支援」と言う論文で通過した。。
パナリンは1976年にソ連のKGBで働き始めた。1991年のあと、彼はFAPSI（米国でいうNSA）で勤務し 、階級は大佐に到達した。彼の活動の分野は、戦略の分析とクローズド・オープン両方の情報流通の統合、危機的状況下での情報流通、グローバルでの状況のモデル作成である。彼は特に戦略的な予想を当時の大統領ボリス・エリツィンに行なっていた。1999年から2003年の間、彼はロシアの中央選挙委員会の長を務めた。2006年から2007年の間、ロシア連邦宇宙局（ロスコスモス）の報道官を務めた。 
パナリンの教授としての経歴は、1989年にモスクワ大で教鞭を執り、1999年からモスクワ国際関係大に勤めたことに始まる。また彼自身の活動も始めた。2004年には自身のウェブサイトを設立。2008年4月には、「情報戦争 − 成功のための技術」と呼ばれる最初の訓練セミナーを開いた。これは、国と経済のトップ、権威ある大きな報道機関のトップ、危機に対応する専門家、そして決定のための時間が不足した状況下での決定を下す責任者をターゲットにしていた。2009年5月20日には週一回のラジオ番組「世界政治」をロシアの声で始めた。
パナリンは現在、外交官育成のためのロシア外務省の学校で学科長を務めるほか、定期的にロシアのテレビ番組に出演している。

## 見解と考え
パナリンは、ロシアは超大国であることは支持するが、帝国主義的野心は現在はないと主張する。また彼はニコライ・トルベツコイの汎ユーラシア主義を支持する。 パナリンはヴラジーミル・レーニンとレフ・トルストイを批判するが、ヨシフ・スターリンを評価する。これはジョゼフ・ボロッツキー、フィロフェイ、ニコライ・ダニレフスキー、コンスタンティン・レオンチェフの、古いロシアの地政学の考えを総合した、スターリン自身による地政学的研究をスターリンが重要視していたからである。パナリンの見解によれば、1934年以後にスターリンは新しい歴史的な条件の下、ロシア地域での教義「モスクワは第三のローマ」の再現（つまりは大粛清）を開始した。
1941年7月3日、スターリンはソ連国民に対して「兄弟・姉妹たちよ」と呼びかけた。 この教義はロシア地域の地政学的意見を支配し始め、レーニンとトロツキーの思想である世界革命という外部の（輸入した）地政学的研究を置き換えた。「モスクワは第三のローマ」と言う思想に結びつくトルベツコイのユーラシア主義はソ連の秩序の下で一つの結果を生み出した。それはソ連が世界でのファシズムとの戦闘で勝利を勝ち取ったと言うことである。トロツキー主義者は20世紀の終わりに米国で勝利し、現代アメリカのエリートの一部であるリベラル派のグローバリズムというイデオロギーを彼ら自身に輝かしく見せつけることとなった。—Igor Panarin
パナリンは最後のソビエト連邦共産党書記長ミハイル・ゴルバチョフの活動を非難している。ゴルバチョフが書記長に就いて20周年の時に、パナリンは彼を「ロシアのアンチヒーロー」と呼んだ。 パナリンの提案によれば、「ソ連を崩壊させたこととソ連国民への犯罪についての、ゴルバチョフへの公の裁き」と呼ばれる行動を、ポータルサイトKM.ru で2005年の12月2日から22日まで起こし、結果として56,298人がゴルバチョフを糾弾した。
パナリンは1990年のヒューストンプログラムに反対した。またロシアの財相アレクセイ・クドリンがこれを支持したとの理由で批判し、ロシアでの2008年の経済危機はこれの一部だとした。彼はウクライナにルーブル建のみでガスを売るべきだと主張し（彼の主張はNATOへの統合に対して壁を自動的に作ることになる）、アメリカの「フィナンシャル・チタニック」から全ロシア資金を引き上げ、金を買って強力なロシアの銀行を作り上げるべきだと主張した。 彼はまたルーブル建のみを認めるべきだとも助言した。

### 新大英帝国
2005年、パナリンは「新大英帝国」という新語を生み出した。これは彼の見解ではダレス兄弟（J.F.ダレスとA.W.ダレス）によって1945年から形成が始まった。
この新語は以下の7つの要素で構成されている。
1. 米英の多国籍資本：統制の中心にロンドンとニューヨーク、分析の中心にランド研究所（アメリカのカリフォルニア州）。
2. 米国： 統制の中心にワシントンDC、分析の中心に米国国務省。
3. イギリス連邦：統制の中心にロンドン、分析の中心にBBC。
4. トロイの木馬の国：ポーランド、サウジアラビア。
5. 経済的に統制された国々
6. 政治的に統制された国々
7. 不安定化している国々：中央アジア諸国、アフガニスタン、イラク、イスラエル、ユーゴスラビア。

パナリンは、2001年の9.11テロは項目の2番・3番を、それぞれ中国と「中国連邦」（中国の影響下に置かれた東南アジア諸国）に置き換え、米国の崩壊を早めることが狙いであったのだろうと述べている。

### 2010年米国崩壊の予測

パナリンが予測した米国の分割図 （元の地図）

1998年夏、FAPSI（ロシアの情報機関）の分析官がパナリンにもたらした、米国の経済と社会についての機密データに基づき 、パナリンは米国が2010年に6つに分裂する可能性があると予測した（2010年6月末〜7月初めであると2008年12月10日に彼は詳述した）。大勢の移民が内戦を誘発し、経済は衰退、モラルは失墜する。彼の予測によれば、経済と人口分布の変化が政治的危機を引き起こす。それは裕福な州が連邦政府に富を隠して、事実上連邦を脱退し、社会不安・内戦・国民の分裂・外国の介入をもたらす.。パナリンの見解では世界のエリートの責務は米国がユーゴスラビアのような分裂の仕方をしないようにすることである。チェコスロバキアのように平穏かつ平和的に分裂が起こるのが望ましいとしている。
イズベスチヤでのインタビューでのパナリンの理論の説明では、「米ドルは何者にも保証されていない。国の外国債は雪だるま式に増加している。これはピラミッドのようなものだ、いつかは崩れる。… 不満は増大し、選挙の時だけ抑えられる。希望（バラク・オバマが選ばれた時）が奇跡を起こしかけたが、春が来た時それは奇跡ではないとわかった。」

2008年のウォール・ストリート・ジャーナルのインタビューの時は、
55〜45％の急な変化が崩壊を起こしかけた。… ある者はこの過程で喜べたかもしれない … しかし当然私たちが話すのは、ロシアにとって良い筋書きではない。彼曰くロシアが国際社会でますます力を増しているにもかかわらず、その経済は現在米ドルと米国との貿易に強く依存しているために苦しんでいる。
2009年3月、パナリンは外交アカデミーの演説で、米国の崩壊が2010年までに始まり、経済超大国たるロシアと中国が共同で新貨幣によって世界経済を立て直し、米国（と米ドル）が存在しなくなるという確実な公算がある、と述べた。
この仮説は、2008年世界金融危機の影響で、最初の発表から10年経った後に世界の注目を集め、以来広く批判されてきた。
2011年10月、パナリンは「ウォール街を占拠せよ」は「アメリカの支配層との分断が深刻であることを明白にした」と述べた。また彼は、米国は間も無く崩壊すると、パナリンの見解を支持すると自身が主張するアメリカの教授やアナリスト（ジェラルド・セレンテ、スティーヴン・コーエン、トーマス・W・チタム）を引用した。

### その他の考え
パナリンは他にも多数の考えを持ち、その内の一つ（ルーブル建で石油を輸出する）はすでに実現している。
- 政府と軍部に情報心理学者の部隊を置く：戦略を発展させ、ロシア社会の精神を制御しようとする試み（すなわち心理的防衛の戦略）を防止、あるいは中和する戦略上かつ運用上の方策を開発する。心理的防衛の支援を行う将官はロシアの国家安全保障上の心理的な部分を確実にする。[8]
- モスクワにある上海協力機構（SCO）の司令部への情報業務：SCOへのより効果的な情報分析の支援と、SCO加盟国上層部へのより信頼できる分析された情報の提供。
- ロシアの外国政策宣伝システムの改革： 第一段階として、 ロシア大統領の外国政策宣伝と情報減殺顧問の導入と、パブリック・ディプロマシー委員会の設置（後にパブリック・ディプロマシー評議会に改称、2008年12月に情報安全保障委員会と情報・対諜報局を改訂して）。[要出典] パナリンはロシア外務省にロシアの声とRIAノーボスチの提案書を提出し（さらにそのようにして作られた構造や、ロシア外務省の外国政策メディア会社の編成に基づき）、またCIS諸国・EU・アメリカで活動するロシアの非政府組織の創立。[要出典]
- 新ユーラシア・ドクトリン： 「新大英帝国」への対抗として示された。 パリ、ベルリン、モスクワ、北京、デリー、テヘランを核とする大陸上の環と、ロシアとドイツがより一層強力な経済と人道主義的関係を持つ戦略的なパートナーと調整役の架け橋として、ユーラシア大陸上で任を果たすというのが彼の考えである。彼曰くフランス・ドイツとの同盟は西ヨーロッパ（ベルリン、パリ、マドリード、ローマ、ブリュッセル、コペンハーゲン、オスロ、ストックホルム、ヘルシンキ）をまとめるという。 しかし、ド・ゴールがやったように米国の軍事力から可及的速やかに自由になり独立権を取り戻さなければならない。ロシアは東ヨーロッパと中央アジア（モスクワ、ミンスク、キエフ、ブラチスラヴァ、プラハ、ザグレブ、ベオグラード、ティラナ、アテネ、ブカレスト、キシナウ、ワルシャワ、アスタナ、ドゥシャンベ、タシケント、バクー、エレバン、トビリシ、イスタンブール）を統合するビザンチン帝国として振る舞い、モスクワに拠点をおく情報分析協調機関である新ユーラシア組織の設置を提案している。[要出典] （2009年5月に「ユーラシア機関」に改称）[要出典]
- メディアとテロリズム： パナリンは、暴力行為やテロ行為を報じる際にメディアに厳しい制限を課す、つまりメディアと当局が協力しなければならないと提案した。彼は、メディアがテロリストを援助したり、運用情報を得る手助けをしてはならないし、メディアの二重基準は許容されないと述べた。彼は、ジャーナリストの行動規範について当局とメディアの間のテロ対策のための取り決めと、情報対抗組織のための特別組織の創設と、テロに対抗するすべての国家組織の情報活動の調整を提案した。彼の見解では、メディアはある程度テロの触媒になるが、これはテロ活動が触媒無しでは不可能だからだ。また、報道機関は連邦当局の組織にパニックを引き起こし、公共に悪影響を与えるからだ。[9]

ユーラシア経済連合

- ユーラシア連合：当初ユーラシア・ルーシという名前で提案された。EUを手本とした国家間連合で、マキャベリの後継者たる「強力な人物」によって、旧ソ連地域を再結合させ経済統合を強化する。段階的にバルカン諸国など他の国々も参加する。[13] パナリンはヴラジーミル・プーチンがこの連合の最初の「強力な人物」であると提案する。連合は2009年にユーラシア連合に改称され、2012年には首都としてサンクトペテルブルクが提案された。彼の見立てでは世界には三つの力の軸が存在し、一つ目はヨーロッパ連合（EU）、二つ目はユーラシア連合、三つ目は「中国連合」である。 [6][24][25] 2009年4月には第二の南方の首都としてアルマトイ、[26]同年5月には2014年にキエフ、2020年にベオグラードを提案している。
- ロシアでの石油貿易をルーブル建で行う：サンクトペテルブルクで2008年9月24日に会議が開かれた。直後の2009年3月にロスネフチ（ロシア最大の国営石油会社）は競売で7万6千トンの石油を9700万ルーブルで売却した。3月には、競売で扱われる量は1.5〜2万トンの石油が毎月扱われる。ロスネフチに加え、ガスプロム、ルクオイル、スルグトネフチガス、TNK-BPのようなロシアの石油会社もこうした貿易を計画しており、原油貿易は数ヶ月で始まると予測される。[27]
- 情報イデオロギー的地政学的開発の構想[3]：ユーラシア統合の基本的なアイデアを彼は自著の中で発展させた。彼によれば、2012年までにロシアは民主主義至上の考え方からユーラシア統合の地政学的計画に移り変わるという。[28]
- 五極委員会（五大陸の五極から成る委員会。三極委員会と類似）：世界金融危機への対策を探す中で国際諮問機関として提案された。[要出典] 2009年3月、委員会の任務は、国と世界での予測を行う強力な機関を作ることだと、彼は述べた。[29]
- 新たな世界通貨、ACURE：　三つある世界主要通貨であるアジア通貨単位にルーブルとユーロを加えたものに基づいている。[24][25] 彼によれば、同時に20カ国でACUREを導入することが、無痛で世界発展の新しい手本となる、という。
- SCOの為に米ドルを置き換える二重通貨バスケット：世界金融危機を早く克服する新しい手本であり、危機に対抗するための上海協力機構（SCO）の新しい計画でもある。米ドル減少のためにSCO通貨圏でのルーブルと人民元で二重通貨バスケットを作ることに賛成している。彼は三つの相互支払の段階を提示している。一つに国家通貨、二つにルーブルまたは人民元、三つに二重通貨バスケットであり、SCOで新世界通貨としてACUREを2009年G20サミットで提案すべきだとした。[要出典]
- ロシアとアメリカの情報分析・危機対抗センター：科学者・アナリスト・ジャーナリスト・市民団体の代表で構成されており、特別な分析レポートと予測が国連安保理の参加国の首脳に伝えられるものだとした。ロシアとアメリカの首脳は世界金融危機に対抗するため共同で提案すべきだと彼は主張している。[要出典]

## 著作

### 本
- Psychological Security of the Army, Moscow, 1996 （ロシア語）
- Psychological Aspects of Ensuring the National Security of Russia, Moscow, 1995 (part I), 1996 (part II) （ロシア語）
- Information Warfare and Russia, School aid of the Diplomatic Academy of the Ministry of Foreign Affairs, 2000, （ロシア語）
- Information Warfare and Authority, Security World, 2001, ISBN 5-89258-033-4 （ロシア語）
- Information. Diplomacy. Psychology, Izvestia, 2002, ISBN 5-206-00606-8 （ロシア語）
- Information Warfare Technology, KSP+, 2003, ISBN 5-89692-084-9 （ロシア語）
- Information Warfare and the World, OLMA-Press, 2003, ISBN 5-224-04397-2 （ロシア語）
- Information Warfare and Elections, Gorodets, 2003, ISBN 5-9584-0002-9 （ロシア語）
- Information Warfare: Victory in Bashkiria, Gorodets, 2004, ISBN 5-9584-0021-5 （ロシア語）
- Information Warfare and Diplomacy, Gorodets, 2004, ISBN 5-9584-0032-0 （ロシア語）
- Information Warfare and the Third Rome, Cyril and Methodius, 2005, on-line book, （ロシア語）
- Information Warfare, PR, and the World Politics, Hotline – Telecom, 2006, ISBN 5-93517-297-6 （ロシア語）
- Information Warfare and Geopolitics, Generation, 2006, ISBN 5-9763-0001-4 （ロシア語）
- Information Warfare for the Future of Russia, Hotline – Telecom, 2008, ISBN 978-5-9912-0039-4 （ロシア語）
- The Crash of the Dollar and the Disintegration of the USA, Hotline – Telecom, 2009, ISBN 978-5-9912-0113-1 （ロシア語）
- World after Crisis, or What Is Next, Piter Publishing House, 2011, ISBN 978-5-459-00319-2 （ロシア語）

### 論文
- "Psychological security of military personnel", Landmark, issue No. 8, 1995 （ロシア語）
- "Information security problems in modern conditions", 1997 （ロシア語）
- "Strengthening of the role of the informational factors in Russia's national security system", Authority, issue No. 1, 1998, ISSN 2071-5358 （ロシア語）
- "Information warfare and financial crises", VIP, issue No. 1, 1999 （ロシア語）
- "Is a collapse of the USA in 2010 possible?", Authority, issue No. 6, 1999, ISSN 2071-5358 （ロシア語）
- "Unoccupied heights: Public opinion as an object of influence and struggle in the contemporary armed conflict", Security World, issue No. 7, 1999, ISSN 1813-1034 （ロシア語）
- "Is Russia ready for the 21st century information warfare?", Authority, issue No. 2, 2000, ISSN 2071-5358 （ロシア語）
- "Nontraditional view on the problem of foreign debt", Banking in Moscow, issue No. 3, 2001 （ロシア語）
- "Information warfare: theory and practice", Human Resource Policies, issue No. 2, 2002 （ロシア語）
- "An instrument of foreign policy", Military-industrial courier, issue No. 32, 2008, ISSN 1729-3928 （ロシア語）
- "Secrets of 11 September", Military-industrial courier, issue No. 37, 2008, ISSN 1729-3928 （ロシア語）
- "A system of informational counteraction", Military-industrial courier, issue No. 41, 2008, ISSN 1729-3928 （ロシア語）
- "The Dollar as a world currency will vanish in the autumn of 2009", Metal Buildings, issue No. 3, 2009, ISSN 0005-9889 （ロシア語）